# Чемпионат России по женской борьбе 2016
Чемпионат России по женской борьбе 2016 года проходил с 9 по 12 июня в Санкт-Петербурге.

## Медалисты
| Весовая категория | Золото                                                | Серебро                                                | Бронза                                                                                     |
| ----------------- | ----------------------------------------------------- | ------------------------------------------------------ | ------------------------------------------------------------------------------------------ |
| До 48 кг          | Милана Дадашева Дагестан, Кабардино-Балкария          | Валерия Чепсаракова Кемеровская область, Москва        | Валентина Исламова Санкт-Петербург Дарья Лексина Краснодарский край, Москва                |
| До 53 кг          | Наталья Малышева Хакасия                              | Стальвира Оршуш Бурятия                                | Екатерина Полещук Краснодарский край, Москва Любовь Сальникова Москва, Кемеровская область |
| До 55 кг          | Ольга Хорошавцева Красноярский край                   | Нина Менкенова Москва, Бурятия                         | Алина Казымова Пермский край Виктория Ваулина Пермский край                                |
| До 58 кг          | Валерия Коблова Московская область, Санкт-Петербург   | Наталья Гольц Москва, Чувашия                          | Любовь Овчарова Краснодарский край Ирина Ологонова Москва, Бурятия                         |
| До 60 кг          | Юлия Пронцевич Красноярский край                      | Наталья Федосеева Москва, Кемеровская область          | Алёна Посельская Москва, Бурятия Светлана Липатова Татарстан                               |
| До 63 кг          | Инна Тражукова Москва, Ульяновская область            | Анастасия Братчикова Московская область, Пермский край | Валерия Лазинская Московская область, Санкт-Петербург Любовь Волосова Москва, Бурятия      |
| До 69 кг          | Наталья Воробьёва Санкт-Петербург, Московская область | Татьяна Колесникова Москва, Ростовская область         | Светлана Велесюк Московская область Юлия Максимова Красноярский край                       |
| До 75 кг          | Екатерина Букина Москва                               | Елена Перепёлкина Санкт-Петербург, Москва              | Алёна Стародубцева Красноярский край Дарья Шистерова Дагестан                              |